# Formation et évolution des galaxies
L'étude de la formation et de l'évolution des galaxies s'intéresse aux processus ayant abouti à la formation d'un univers hétérogène à partir d'une prémisse homogène, à la formation des premières galaxies (processus appelé  galactogenèse), à la façon dont les galaxies changent avec le temps, et aux processus qui ont conduit à la grande variété des structures observées parmi les galaxies proches. C'est l'un des domaines de recherche les plus actifs en astrophysique.
Selon les théories de la formation des structures, on présume que la formation des galaxies résulte de légères fluctuations quantiques dans le cadre du Big Bang. Selon une opinion majoritaire l'évolution des galaxies se serait produite en conformité avec le modèle cosmologique Lambda-CDM. C'est-à-dire que le regroupement et la fusion des galaxies constituent leur moyen d'augmenter leur masse, et peut aussi déterminer leur forme et leur structure.

## Formation des premières galaxies
Pendant une certaine durée après le Big Bang, l'Univers s'est trouvé dans un remarquable état d'homogénéité, comme le montre l'observation du fond diffus cosmologique, ou CMB (pour l'anglais Cosmic Microwave Background). Ses fluctuations varient en effet de moins d'une partie pour cent mille. Il n'y avait pas ou peu de structures dans l'Univers, et donc pas de galaxies. On doit alors se demander comment l'univers uniformément réparti du CMB a pu devenir l'univers agglutiné que nous voyons aujourd'hui.

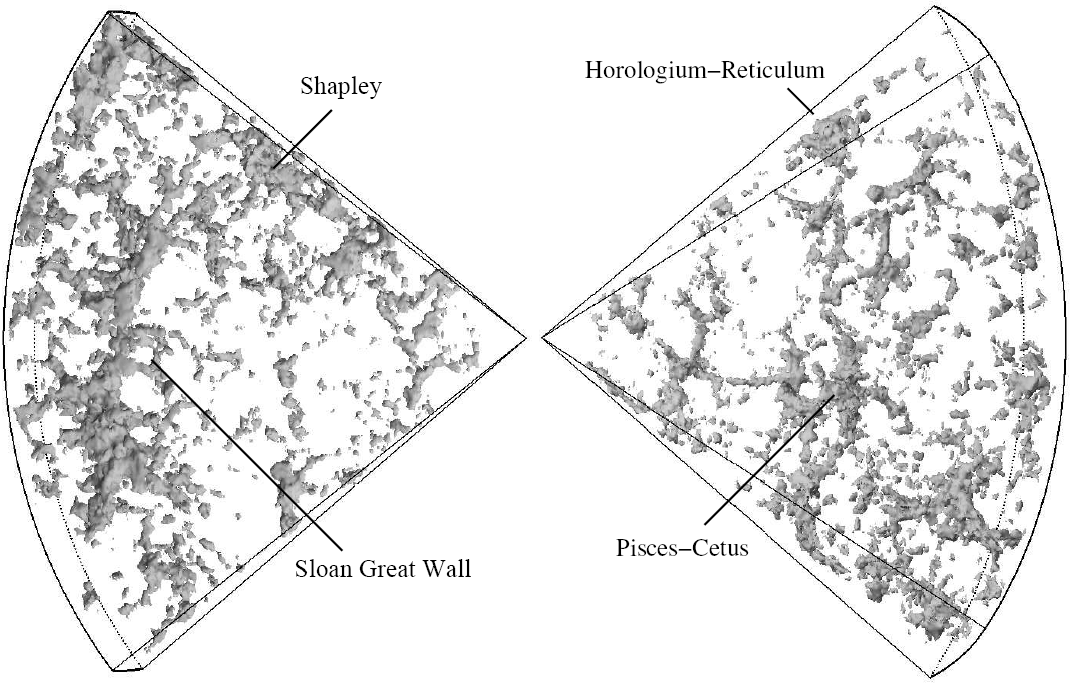
Image du réseau cosmique selon 2dF Galaxy Redshift Survey.

La théorie la mieux acceptée concernant la façon dont ces structures sont apparues veut que toutes les structures à grande échelle de l'Univers que nous observons aujourd'hui se soient formées consécutivement à l'accroissement de la fluctuation primordiale de densité. Il s'agit de changements locaux minimes de la densité de l'univers initial, alors confiné dans un volume réduit. Au fur et à mesure du refroidissement de l'Univers, des agrégats de matière noire ont commencé à se condenser, puis, à l'intérieur, du gaz a commencé sa condensation. Les fluctuations primordiales ont attiré par gravitation le gaz et la matière noire vers les zones les plus denses, ce qui a engendré les graines de ce qui allait plus tard devenir des galaxies. Ces structures ont constitué les premières galaxies. À ce stade, l'Univers était presque exclusivement constitué d'hydrogène, d'hélium et de matière noire. Peu après la formation des premières protogalaxies, l'hydrogène et l'hélium gazeux dont elles étaient constituées commença à se condenser pour constituer les premières étoiles. Ainsi se formèrent les premières galaxies. En 2007, avec le télescope de l'observatoire W. M. Keck, une équipe du California Institute of Technology découvrit 6 étoiles en formation dans une galaxie située à 13,2 milliards d'années-lumière (mesure des distances en cosmologie), et donc créées lorsque l'Univers n'était âgé que de 500 millions d'années, .

Animation montrant la distribution de galaxies en réseaux (réalisée par le Sloan Digital Sky Survey).

Dans ses premiers âges, l'Univers était le siège de phénomènes extrêmement violents, et les galaxies crûrent très rapidement, évoluant par accrétion de galaxies de masses inférieures. Le résultat de ce processus est l'empreinte laissée dans la distribution des galaxies de l'Univers proche (voir l'image du relevé 2dF Galaxy Redshift Survey). Les galaxies ne sont pas des objets isolés dans l'espace, mais se distribuent plutôt selon de grands réseaux cosmiques de filaments. Aux endroits où se rencontrent ces filaments, des amas de galaxies denses se constituent, qui ont commencé comme les petites fluctuations de densité. En conséquence, la distribution des galaxies est étroitement liée à la physique de l'Univers primordial.
Malgré ses nombreuses réussites, cette image ne suffit pas à expliquer la variété des structures que nous observons parmi les galaxies. Celles-ci apparaissent avec une grande variété de formes, depuis les galaxies elliptiques arrondies et sans particularité, jusqu'aux galaxies spirales dont la forme aplatie rappelle celles de crêpes.

## Propriétés couramment observées des galaxies

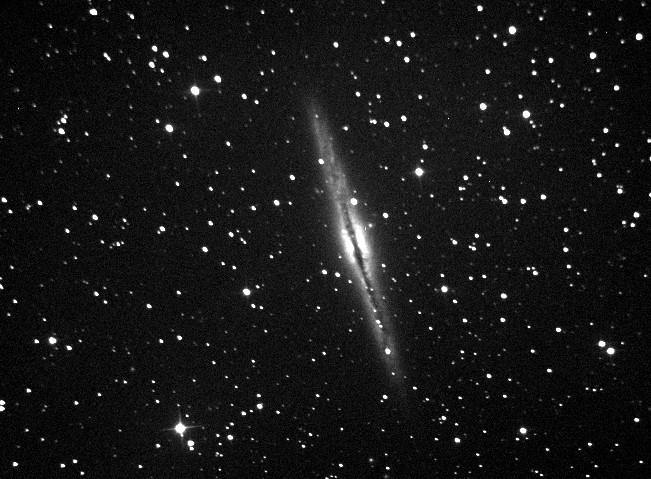
NGC 891, un disque galactique très fin.

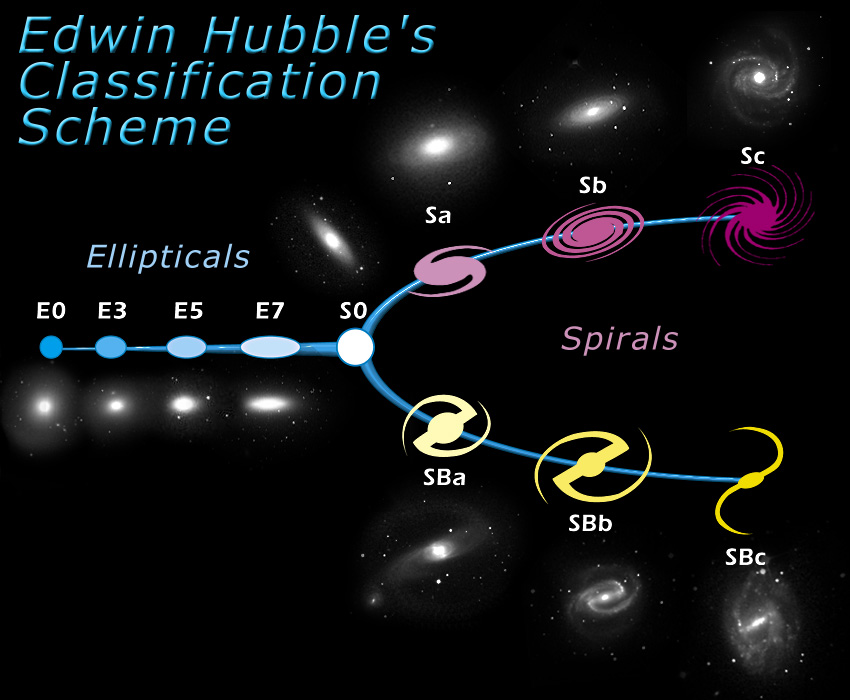
Fourchette de Hubble : diagramme morphologique des galaxies.

Parmi les caractéristiques des structures galactiques observées (y compris celles relatives à notre Voie lactée) que les astronomes aimeraient expliquer avec les théories de formation des galaxies, se trouvent les suivantes (liste non exhaustive) :
- Les galaxies spirales et les disques galactiques sont extrêmement fins, denses et en rotation rapide. La longueur du disque de la Voie lactée est 100 fois supérieure à son épaisseur.
- La majeure partie de la masse d'une galaxie est constituée de matière noire, une substance qui n'est pas directement observable, et qui n'interagit d'aucune façon, excepté par l'intermédiaire de la gravité.
- Les étoiles des halos sont typiquement beaucoup plus vieilles et ont des métallicités très inférieures (ce qui signifie qu'elles sont presque exclusivement composées d'hydrogène et d'hélium) que les étoiles des disques.
- La partie externe des disques de nombreuses galaxies à disque est boursouflée (et souvent dénommée le « disque épais ») et composée de vieilles étoiles.
- Les amas globulaires typiques sont également âgés et pauvres en métaux, mais il en existe quelques-uns qui ne sont loin d'être aussi pauvres en métaux, et/ou qui ont de beaucoup plus jeunes étoiles. Des étoiles des amas globulaires paraissent aussi vieilles que l'Univers lui-même (en employant des méthodes de mesure et d'analyse complètement différentes).
- Les nuages à haute vitesse d'hydrogène neutre aspergent les galaxies, et l'on présume que c'est le cas depuis l'origine (ils correspondraient à la nécessaire source d'un disque gazeux à partir duquel les étoiles se sont formées).
- Les galaxies affectent un grand nombre de formes et de dimensions (voir la séquence de Hubble depuis le nuage géant anodin, constitué de vieilles étoiles (appelé galaxie elliptique) jusqu'au fin disque de gaz et d'étoiles ordonnancé avec précision dans des galaxies spirales.
- Le centre de la majorité des galaxies géantes contient un trou noir supermassif, dont la masse s'étage de millions à milliards de fois celle du Soleil. L'existence d'un tel trou noir est liée aux capacités de la galaxie de l'héberger.
- Nombre des propriétés des galaxies (y compris celles du diagramme couleur-magnitude des galaxies) indiquent qu'elles se répartissent fondamentalement en deux types divisés ainsi :
  - galaxies bleues d'étoiles en formation qui sont plutôt de type spirale,
  - et galaxies rouges sans formation d'étoiles qui sont le plus souvent des galaxies elliptiques.

## La formation des galaxies à disque

Image de Messier 101, un prototype de galaxie spirale vue de face.

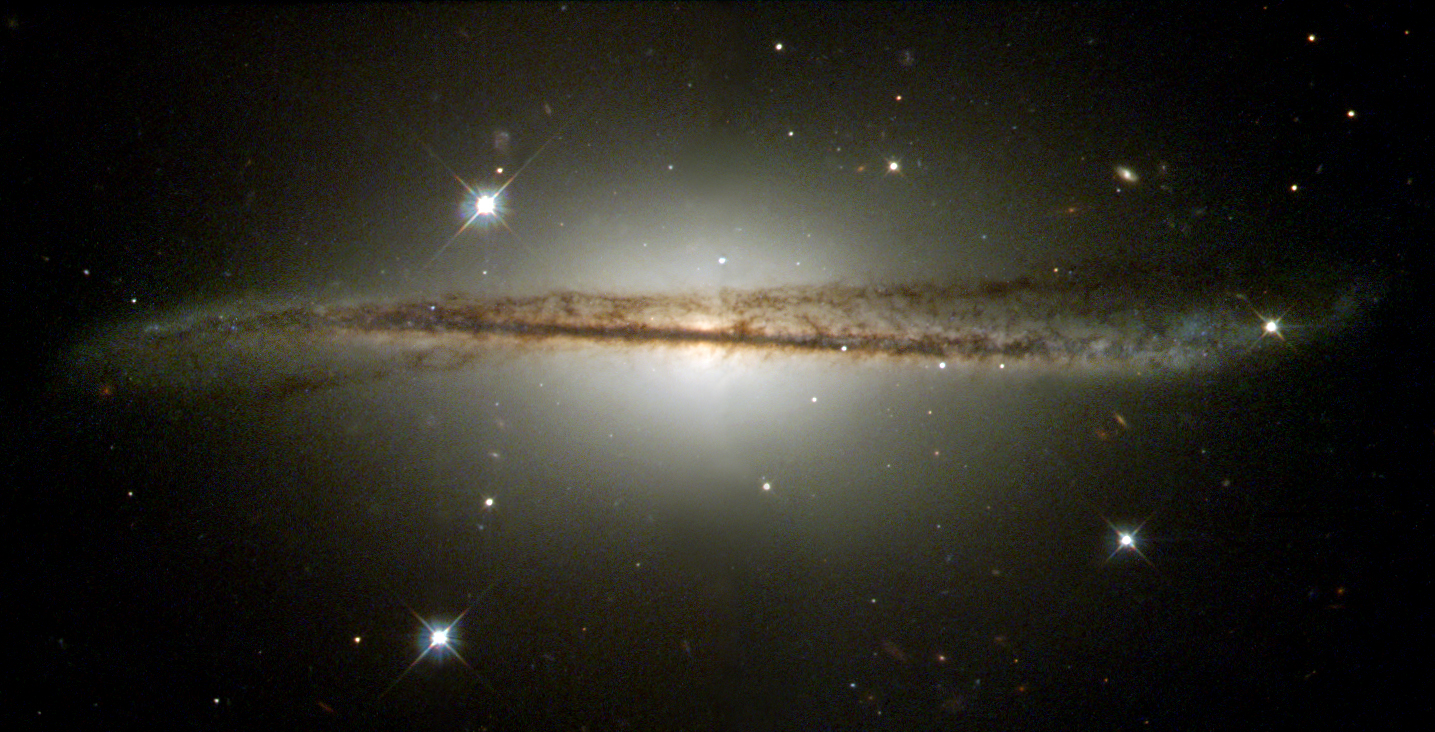
Une galaxie spirale déformée par la collision avec une autre galaxie. Après absorption complète, la déformation disparaîtra. Ce type de processus prend des millions sinon des milliards d'années.

Les propriétés capitales des galaxies à disque, également couramment désignées galaxies spirales, consistent en leur extrême finesse, leur rotation rapide et leur fréquente structure spiralée. Un des principaux défis de la formation des galaxies est le grand nombre des disques fins dans l'univers local. Le problème de l'extrême fragilité des disques fait que la fusion fréquente entre les galaxies peut rapidement amener à la disparition des disques.
Olin Eggen, Donald Lynden-Bell, and Allan Sandage ont proposé en 1962 une théorie selon laquelle les galaxies à disques se forment par un effondrement monolithique de grands nuages de gaz. Lorsque le nuage s'effondre, le gaz s'établit sous la forme d'un disque en rotation rapide. Connu comme un scénario de formation vers le bas, cette théorie est assez simple, mais n'est plus aussi largement acceptée à cause des observations de l'Univers jeune qui suggèrent avec force que lors de leur formation, la croissance des objets se déroule vers le haut (i.e. de petits objets fusionnent pour en donner de plus gros). Ce sont Leonard Searle (en) et Robert Zinn qui les premiers ont proposé l'idée que les galaxies se soient formées par la coalescence de géniteurs de tailles inférieures.
Des théories plus récentes incluent l'agglomération de halos de matière noire dans le processus ascendant. Essentiellement, dans les premiers âges de l'Univers, les galaxies étaient surtout composées de gaz et de matière noire, et il y avait ainsi très peu d'étoiles. Comme les galaxies ont gagné de la masse en accrétant de plus petites galaxies, la matière noire est demeurée principalement dans leur partie externe. C'est parce que la matière noire ne peut interagir que gravitationnellement, et de ce fait ne se dissipe pas. Le gaz cependant peut se contracter rapidement, et de ce fait entrer en rotation accélérée, jusqu'au résultat final d'un disque très fin et en rotation très rapide.
Les astronomes ne connaissent pas actuellement la nature du processus qui arrête la contraction. En fait les théories de formation des galaxies à disque ne réussissent pas à reproduire la vitesse de rotation et la taille des disques de galaxies. On a suggéré que le rayonnement provenant d'étoiles brillantes de formation récente, ou bien d'un noyau actif de galaxie, pouvait ralentir la contraction d'un disque en formation. On a aussi suggéré que le halo de matière noire peut étirer la galaxie, arrêtant ainsi la contraction.
Récemment, un grand nombre d'initiatives ont convergé pour tenter de comprendre les évènements de fusion dans l'évolution des galaxies. Notre propre galaxie, la Voie lactée a une faible galaxie satellite (la Galaxie naine elliptique du Sagittaire), en cours de dépeçage et d'absorption par la Voie lactée. On pense que ce genre d'évènement est relativement courant dans l'évolution des grandes galaxies. La Galaxie Naine du Sagittaire orbite autour de la nôtre pratiquement à angle droit par rapport au disque. Elle traverse actuellement ce disque ; des étoiles des deux galaxies sont en train d'en être arrachées à chaque passage, et elles rejoignent le halo de notre galaxie. Il existe d'autres exemples de ces évènements mineurs d'accrétion, et c'est vraisemblablement un processus continu pour de nombreuses galaxies. Des preuves de ce processus sont souvent observées sous la forme de bandes ou de courants d'étoiles s'extrayant des galaxies.
Le modèle de formation de galaxies Lambda-CDM fournit des prédictions insuffisantes pour les disques fins de galaxies dans l'Univers. La raison en est que ces modèles de formations de galaxies prédisent un grand nombre de fusions. Si une galaxie à disque fusionne avec une galaxie de masse comparable (au moins 15 % de sa propre masse), la fusion va vraisemblablement détruire, ou au moins considérablement détériorer le disque, en sorte que la galaxie résultante aura peu de chance d'être munie d'un disque. Bien que ce point demeure un problème en souffrance pour les astronomes, il ne signifie pas nécessairement que ce modèle ΛCDM soit complètement erroné. Il nécessite plus probablement d'être encore affiné, permettant de reproduire avec précision la population des galaxies observées dans l'Univers.

## Fusion de galaxies et formation de galaxies à disque

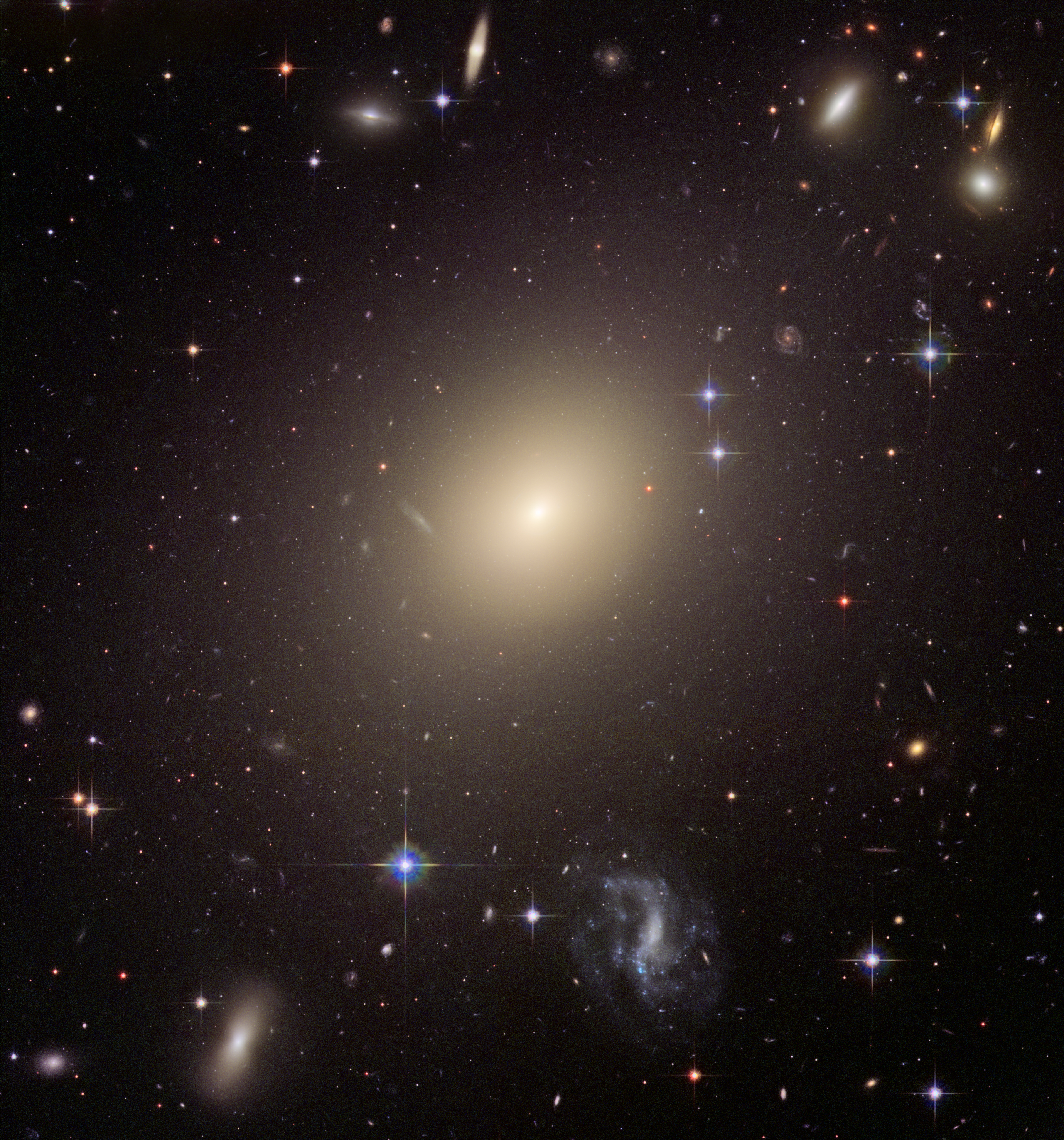
ESO 325-G004, une galaxie elliptique typique.

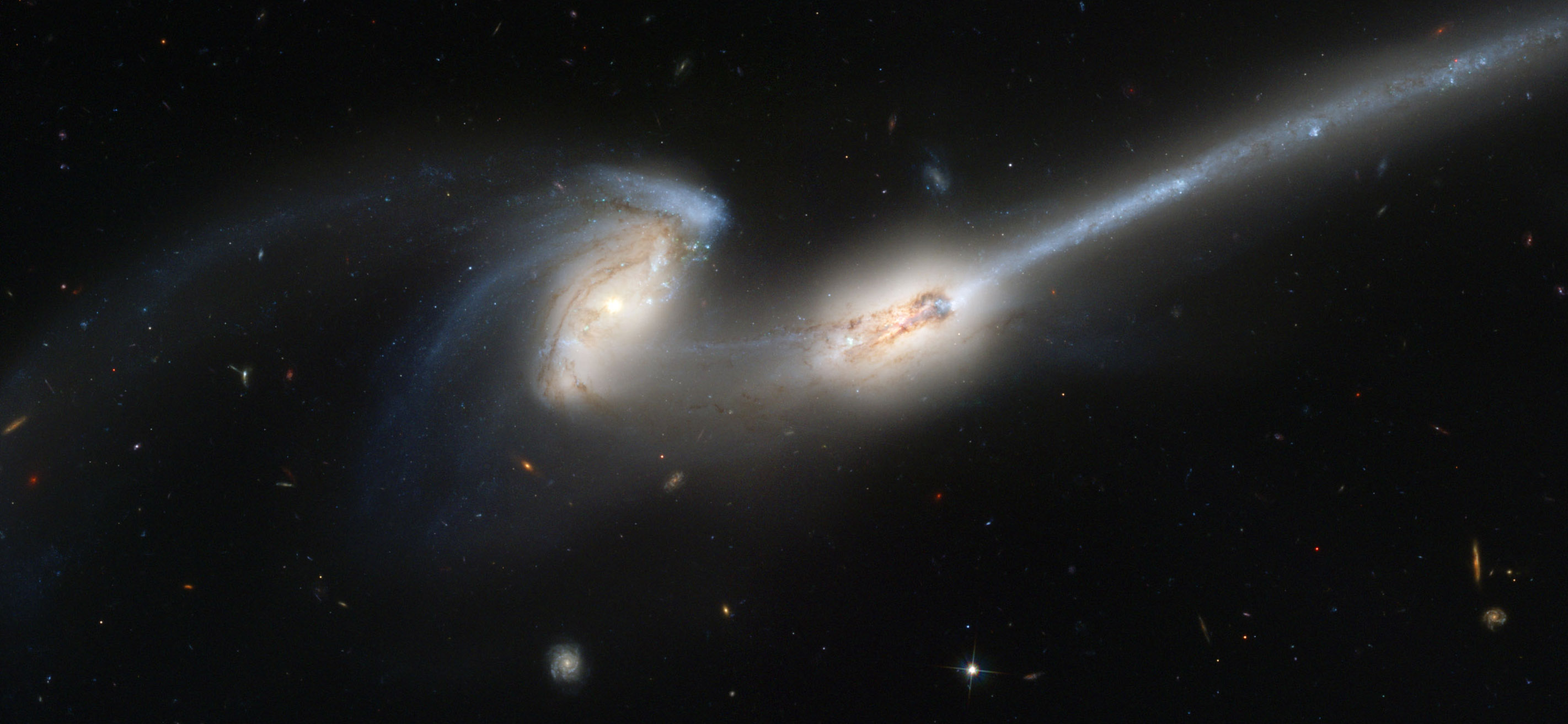
Image de NGC 4676 (appelée aussi les Galaxies des souris), un exemple d'une fusion en cours.

Les galaxies les plus massives sont les galaxies elliptiques géantes. Leurs étoiles sont sur des orbites orientées de façon aléatoire à l'intérieur de la galaxie, c'est-à-dire que leur rotation n'est pas combinée avec celle du disque de la galaxie. Elles se composent de vieilles étoiles et ne comportent pas ou très peu de poussière. Toutes les galaxies elliptiques trouvées à ce jour[Quand ?] recèlent un trou noir supermassif central, dont la masse est en corrélation avec celle de leur galaxie hôte. Les galaxies elliptiques ne sont pas entourées d'un disque, bien que quelques bulbes de galaxies à disque paraissent les assimiler aux galaxies elliptiques. Il est plus vraisemblable de trouver des galaxies elliptiques dans les régions les plus peuplées de l'Univers, telles que les amas de galaxies.
Les astronomes voient maintenant les galaxies elliptiques comme les systèmes les plus évolués de l'Univers. Que le moteur principal de l'évolution des galaxies elliptiques soit la fusion avec des galaxies de tailles inférieures est une idée maintenant largement acceptée. Ces fusions peuvent être extrêmement violentes ; les galaxies se télescopent souvent à des vitesses de 500 km s−1 (soit de l'ordre de 2 millions de km h−1).
Dans l'Univers, de nombreuses galaxies sont gravitationnellement liées à une autre, c'est-à-dire qu'elles n'échapperont jamais à leur attraction réciproque. Si les deux galaxies ont des tailles comparables, la galaxie résultante ne sera comparable à aucune des galaxies initiales. L'image ci-dessus à gauche représente la fusion de deux galaxies à disques d'égales dimensions. Durant la fusion, les étoiles et la matière noire de chacune des galaxies sont affectées par l'autre galaxie en approche. Vers les derniers stades de la fusion, le potentiel gravitationnel, la forme des galaxies, commence à changer si rapidement que les orbites des étoiles en sont profondément affectées et qu'elles perdent tout lien avec leurs orbites antérieures. Ce processus est dénommé relaxation violente. Ainsi, lorsque deux disques galactiques entrent en collision, leurs étoiles ont d'abord une rotation ordonnée dans le plan de leurs disques respectifs. Durant la fusion, ce mouvement ordonné est transformé en énergie chaotique : la galaxie résultante est dominée par des étoiles qui orbitent selon un réseau de trajectoires complexes et désordonnées. Et ce sont bien des étoiles sur des orbites chaotiques et désordonnées que l'on voit dans les galaxies elliptiques.

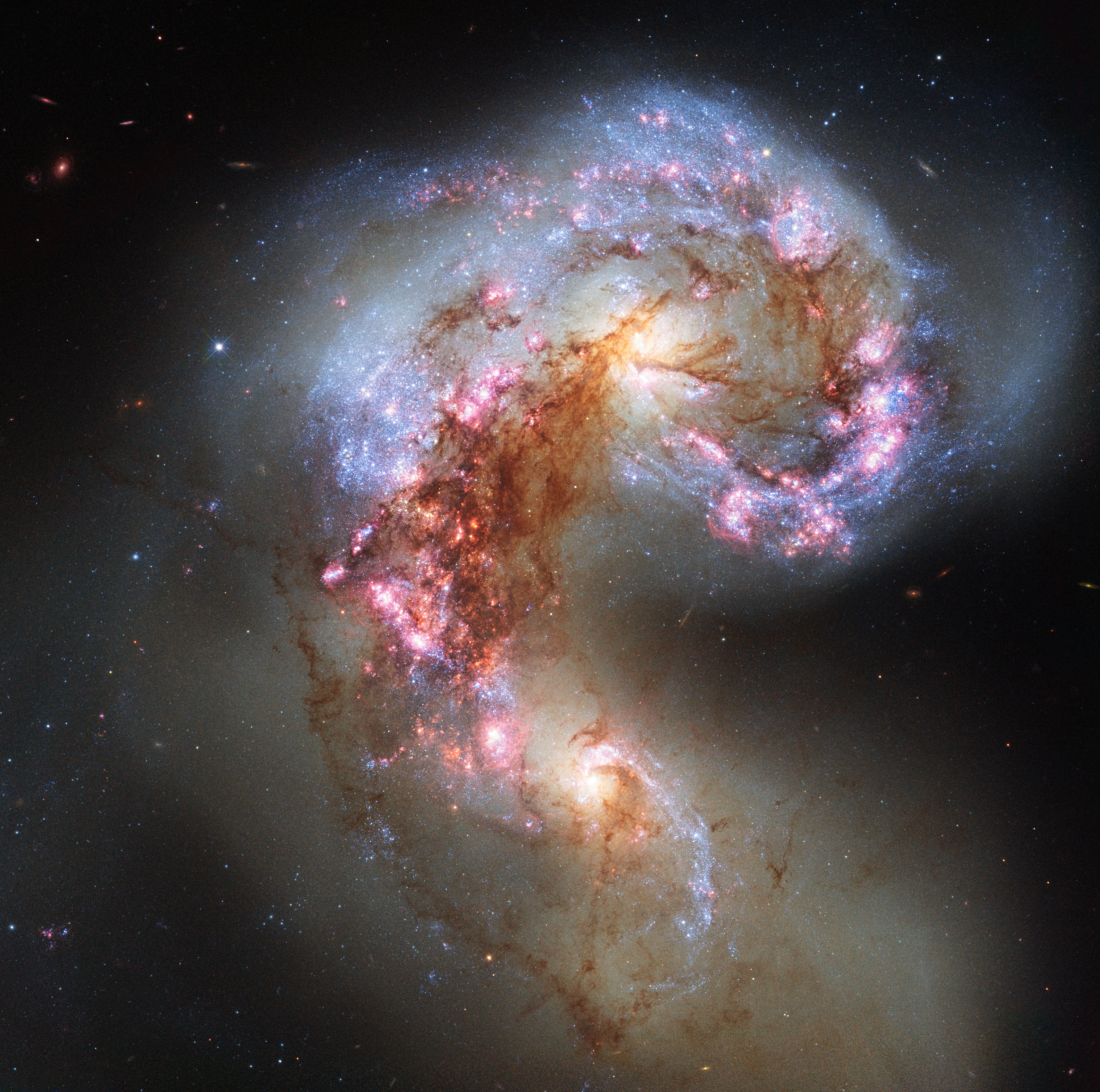
Les Galaxies des Antennes sont une paire de galaxies en collision spectaculaire. Dans ce genre de collision, les étoiles de chacune des galaxies passent près les unes des autres (virtuellement) sans incident. Ceci est dû aux distances interstellaires relativement grandes, en comparaison avec la taille individuelle relativement petite des étoiles. Cependant des nuages de gaz diffus entrent réellement en collision, et produisent des chocs qui à leur tour stimulent des flambées de formation de nouvelles étoiles. Les nœuds bleu vif indiquent les jeunes étoiles chaudes qui se sont allumées récemment, à la suite de la fusion.

Les fusions sont aussi le lieu d'un nombre extrêmement important de formation d'étoiles. Pendant la durée d'une fusion, certaines galaxies peuvent créer chaque année l'équivalent de plusieurs centaines de masses solaires de nouvelles étoiles, ce qui est très grand en comparaison de notre galaxie qui produit de l'ordre de 10 étoiles chaque année. Bien que pendant une fusion, les étoiles ne se rapprochent presque jamais suffisamment pour entrer en collision, les nuages moléculaires géants tombent rapidement vers le centre de la galaxie où ils entrent en collision avec d'autres nuages moléculaires. Ces collisions induisent alors la condensation de ces nuages en nouvelles étoiles. On observe ce phénomène de fusion de galaxies dans l'Univers proche. Mais ce processus était plus prononcé pendant les fusions qui ont formé la plupart des galaxies elliptiques que nous observons aujourd'hui, ce qui s'est vraisemblablement produit il y a de 1 à 10 milliards d'années, lorsqu'il y avait beaucoup plus de gaz, et donc plus de nuages moléculaires contenus dans les galaxies. Également, à l'écart du centre de la galaxie, les nuages de gaz s'élancent l'un vers l'autre, produisant des chocs qui stimulent la formation de nouvelles étoiles dans les nuages de gaz. Le résultat de tous ces évènements violents se traduit par la tendance des galaxies vers une moindre quantité de gaz disponible pour la formation d'étoiles après leur fusion. Ainsi, si une galaxie s'est impliquée dans une fusion importante, et passé quelques milliards d'années, il restera très peu d'étoiles jeunes (voir évolution stellaire) à la galaxie. C'est bien ce que nous voyons aujourd'hui dans les galaxies elliptiques actuelles : très peu de gaz moléculaire et très peu de jeunes étoiles. On pense que cela est dû au fait que les galaxies elliptiques représentent le produit final des fusions majeures ayant consommé la plus grande partie du gaz initial lors des fusions, en sorte que toute formation d'étoiles postérieure à la fusion est tarie.
Dans le Groupe Local, la Voie lactée et la Galaxie d'Andromède (M31) sont liées gravitationnellement. Elles s'approchent actuellement l'une de l'autre à grande vitesse. Si les deux galaxies se rencontrent effectivement, chacune passera à travers l'autre. La gravité leur apportera à toutes deux de sévères déformations et elles éjecteront du gaz, de la poussière et des étoiles dans l'espace intergalactique. Elles s'éloigneront alors l'une de l'autre, ralentiront et s'élanceront à nouveau l'une vers l'autre pour une nouvelle collision. Finalement, après répétition d'un nombre variable de ces épisodes, elles fusionneront complètement, à l'exception de quelques bandes de gaz et de poussières qui flotteront dans l'espace proche de la galaxie elliptique géante nouvellement formée. M31 est réellement très distordue : les bords sont gondolés. Cela est probablement dû aux interactions avec ses propres compagnons galactiques, ainsi qu'à des fusions possibles avec des galaxies naines de formes sphéroïdales dans un passé récent, dont les rémanents sont encore visibles dans le disque de la galaxie. 
À notre époque, de grandes concentrations de galaxies (amas de galaxies et superamas) sont encore en cours d'assemblage.
Bien que nous ayons appris énormément de choses sur notre galaxie et sur les autres, la question la plus fondamentale sur la formation et l'évolution des galaxies n'a encore reçu que des tentatives de réponses.

## Modèle alternatif pour la formation des galaxies[9]
Le modèle des protogalaxies est souvent admis comme le modèle classique de la formation des galaxies.
Il stipule que, dans les débuts de l'univers, les gaz étaient répartis à peu près équitablement dans l'espace
jusqu'à ce que ces gaz commencent à s'effondrer en étoiles qui atteignaient régulièrement les 200 masses solaires.
Ces étoiles se sont ensuite rassemblées en petits groupes sous l'effet de leur propre gravité, puis en plus grands groupes, puis en groupes encore plus grands et ainsi de suite jusqu'à former des galaxies.
Un modèle beaucoup plus récent, le modèle des courants froids, dit lui aussi que les gaz étaient répartis de manière uniforme, mais que la matière s'est rassemblée en courants froids convergeant vers des grumeaux plus denses. Certains de ces grumeaux se sont agglomérés, formant de gigantesques amas, d'où l'origine des galaxies elliptiques.
D'autres sont encore en orbite autour de ces amas. Perdant leurs étoiles tout en se dirigeant vers ces agglomérations, ils ont formé des bras spiraux.